# Hans Collani
Hans Collani (13 de dezembro de 1908 - 29 de julho de 1944) foi um oficial alemão que serviu durante a Segunda Guerra Mundial. Foi condecorado com a Cruz de Cavaleiro da Cruz de Ferro.

## Carreira

### Patentes
SS-Obersturmbannführer

### Condecorações
| Cruz de Ferro 2ª Classe            |                                   |
| Cruz de Ferro 1ª Classe            |                                   |
| Cruz Germânica em Ouro             | 24 de abril de 1944               |
| Cruz de Cavaleiro da Cruz de Ferro | 19 de agosto de 1944 postumamente |